# 郭宗熙
郭 宗熙（かく そうき）は中華民国・満州国の政治家。北京政府・奉天派の政治家で、後に満州国に参加している。字は桐柏、詗柏。

## 事跡
清の進士。日本に留学し、法政大学を卒業した。帰国後に翰林院庶吉士となる。さらに長沙府中学堂監督、奉天森林学堂監督、琿春副都統署理、吉林東南路兵備道、同西北路兵備道、浜江道監督を歴任した。
中華民国成立後の1913年（民国2年）1月、吉林提学使に任命され、まもなく同省教育司司長に改めて任ぜられた。翌年7月、吉長道尹に異動する。1916年（民国5年）4月、護理吉林巡按使となる。翌年11月、正式に巡按使に任ぜられた。1919年（民国8年）10月、罷免され、いったん天津に隠居する。
1925年（民国14年）、江蘇督弁楊宇霆の秘書長として復帰する。楊が江蘇省を追われると、郭宗熙は山東督弁張宗昌の下で参賛に任ぜられた。1927年（民国16年）8月から翌1928年（民国17年）5月まで京師図書館（現・中国国家図書館）館長を務め、さらに中東鉄路督弁にも任ぜられている。張が国民革命軍の北伐に敗北して下野すると、郭もまた天津に引きこもった。
1934年（康徳元年）3月、満州国では愛新覚羅溥儀が皇帝に即位し、満州帝国となる。このとき、初代尚書府大臣に郭宗熙が任命された。同年12月29日、在任中のまま郭宗熙は肝癌のため死去した。享年57。

## 注
1. ↑  徐主編（2007）、1270頁と中国国家図書館ホームページによる。一方、「郭満洲國尚書府大臣逝く」『東京朝日新聞』1934年12月31日は「享年六十三」としており、これに拠るならば1872年となる。
2. ↑  劉ほか編（1995）、1148頁は「1935年2月死去」としているが誤り。
3. 1 2  徐主編（2007）、1270頁。
4. ↑  中国国家図書館ホームページ。
5. ↑  徐主編（2007）、1270-1271頁。
6. ↑  「郭満洲國尚書府大臣逝く」『東京朝日新聞』1934年12月31日。